# Hautblutung
Als Hautblutung bezeichnet man den Blutaustritt (Erythrodiapedese) aus Blutgefäßen in die Haut oder Schleimhäute. Die Ursache für eine Hautblutung kann eine Verletzung oder eine krankhaft erhöhte Blutungsneigung sein. Frische Hautblutungen zeigen sich durch eine rötliche Verfärbung der Haut. Durch den Abbau des in den Erythrozyten (rote Blutkörperchen) enthaltenen Hämoglobins kann sich diese Farbe über die Zeit nach braun, grün und gelb verändern.
Hautblutungen haben zwei prinzipielle Ursachen:
- Schäden im Endothel
- Gerinnungsstörungen (Koagulopathien)

Je nach Art und Größe der Hautblutung werden in der Medizin unterschiedliche Bezeichnungen verwendet:
| Bezeichnung               | Größe                                 | Definition                                           | Farbe                                                       | Form                                                               | Verteilung                                                                   | Pulsation         | Reaktion auf Druck | Krankheiten                                                                     | Foto |
| Petechien                 | bis Stecknadelkopfgröße               | kleinste punktförmige Haut- oder Schleimhautblutung  | frisch: rötlich alt: rot-braun                              | punktförmig                                                        | verstreut, vorwiegend an den Beinen                                          | nein              | nicht wegdrückbar  | z. B. Idiopathische thrombozytopenische Purpura                                 |      |
| Purpura                   | punktförmig, kleinfleckig             | spontane Haut- bzw. Schleimhautblutung (ohne Trauma) | frisch: rötlich alt: rot-braun                              | hämorrhagischer Typ papulonekrotischer Typ polymorph-nodulärer Typ | bevorzugt an den Unterschenkelstreckseiten, Gesäß, Arme, evtl. generalisiert | nein              | nicht wegdrückbar  | Vasculitis allergica, Kollagenosen, Arzneimittelexanthem                        |      |
| Ekchymose und Sugillation | flächenhaft Sugillation bis ca. 30 mm | flächenhafte Gewebeblutung                           | zunächst purpurrot bis bläulich, später grün-gelb und braun | rund oval oder unregelmäßig evtl. zentral flache Erhebung          | unterschiedlich                                                              | nein              | nein               | Extravasat bei Trauma oder Koagulopathie                                        |      |
| Hämatom, Pferdekuss       | großflächig                           | tiefgehende massive Blutung im Gewebe                | zunächst purpurrot bis bläulich, später grün-gelb und braun | häufig erhaben                                                     | am ganzen Körper möglich                                                     | evtl. schmerzhaft |                    | massive Blutansammlung in der Haut und tieferliegendem Gewebe nach einem Trauma |      |

Neben diesen Termini sind noch die Begriffe Vibices (streifenartige Hautblutungen) und Suffusionen (flächenhafte Hautblutungen).
Von diesen Hautblutungen sind das Erythem und die Roseolen zu unterscheiden. Dabei handelt es sich um vorübergehende vermehrte Gefäßfüllungen, die sich beispielsweise mit einem Glasspatel wegdrücken lassen.